# Néant-sur-Yvel
Néant-sur-Yvel è un comune francese di 1 070 abitanti situato nel dipartimento del Morbihan nella regione della Bretagna.

## Monumenti e luoghi d'interesse
- Il castello Koad Ar Roc'h (castello di Bois de la Roche), centro di vacanze naturistiche
- La chiesa di San Pietro con la croce presente in essa
- I giardini dei monaci, monumento megalitico di circa 2000 anni fa
- Il bois du tombeau: vi si trova la tomba di Alphonse Guérin
- La Ville aux Feuves: piccolo villaggio.
- La Ville Zine: villaggio tipico edificato in pietre rosse bretoni
- Il Bois Bily: villaggio con una piccola cappella restaurata dagli abitanti nel 1990.

## Altre immagini

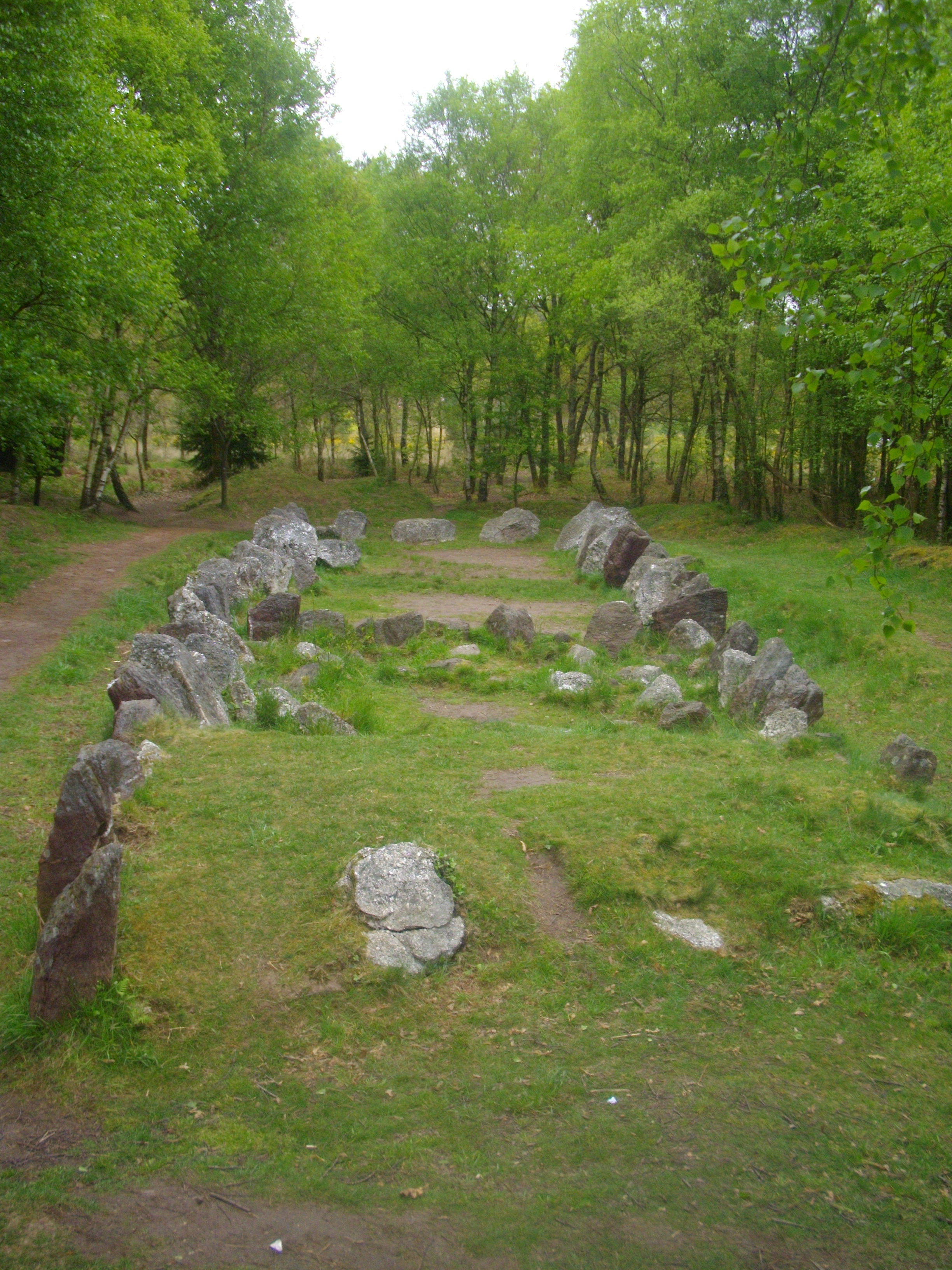
I giardini dei monaci.
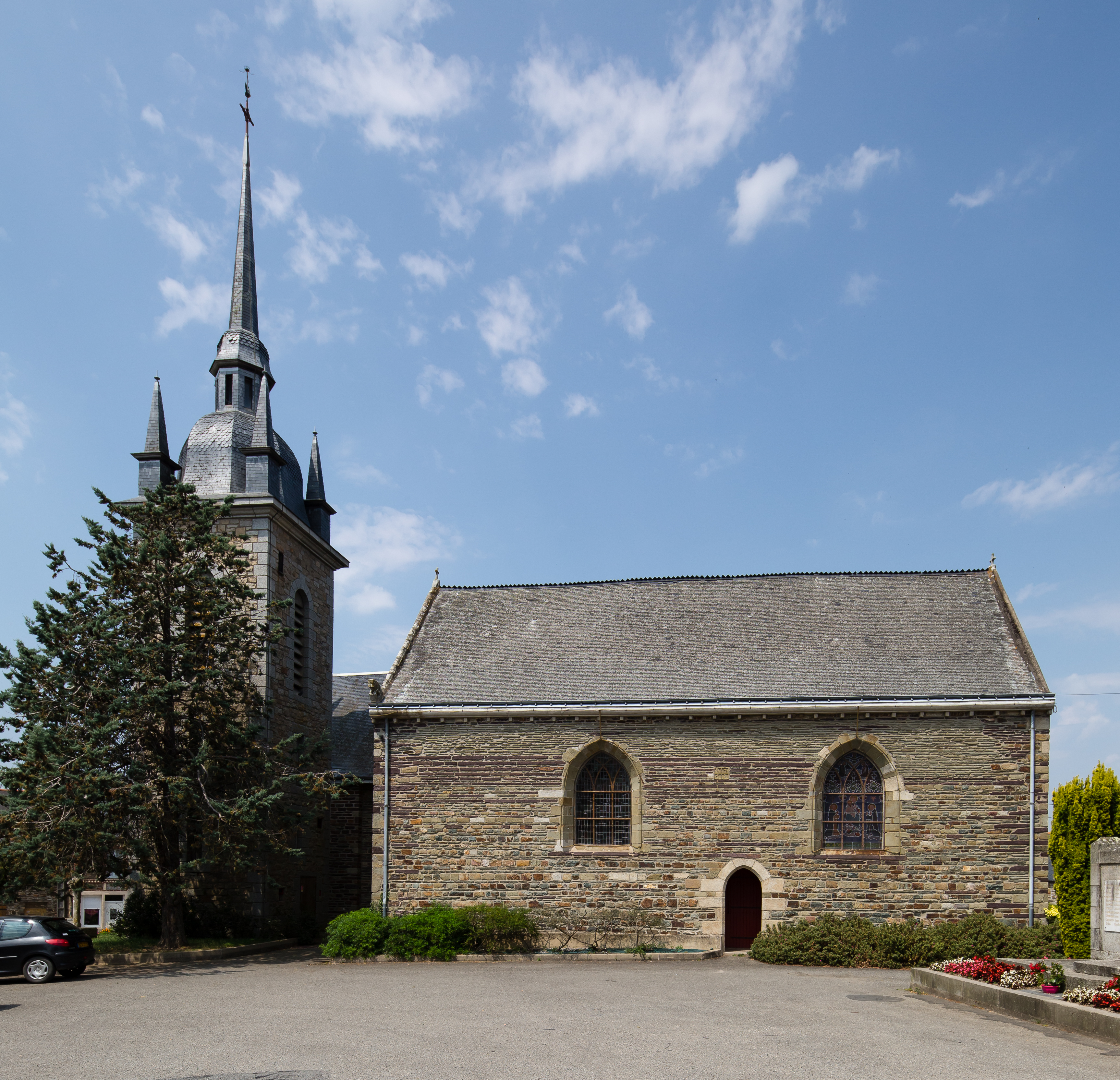
Lato sud della chiesa di San Pietro.
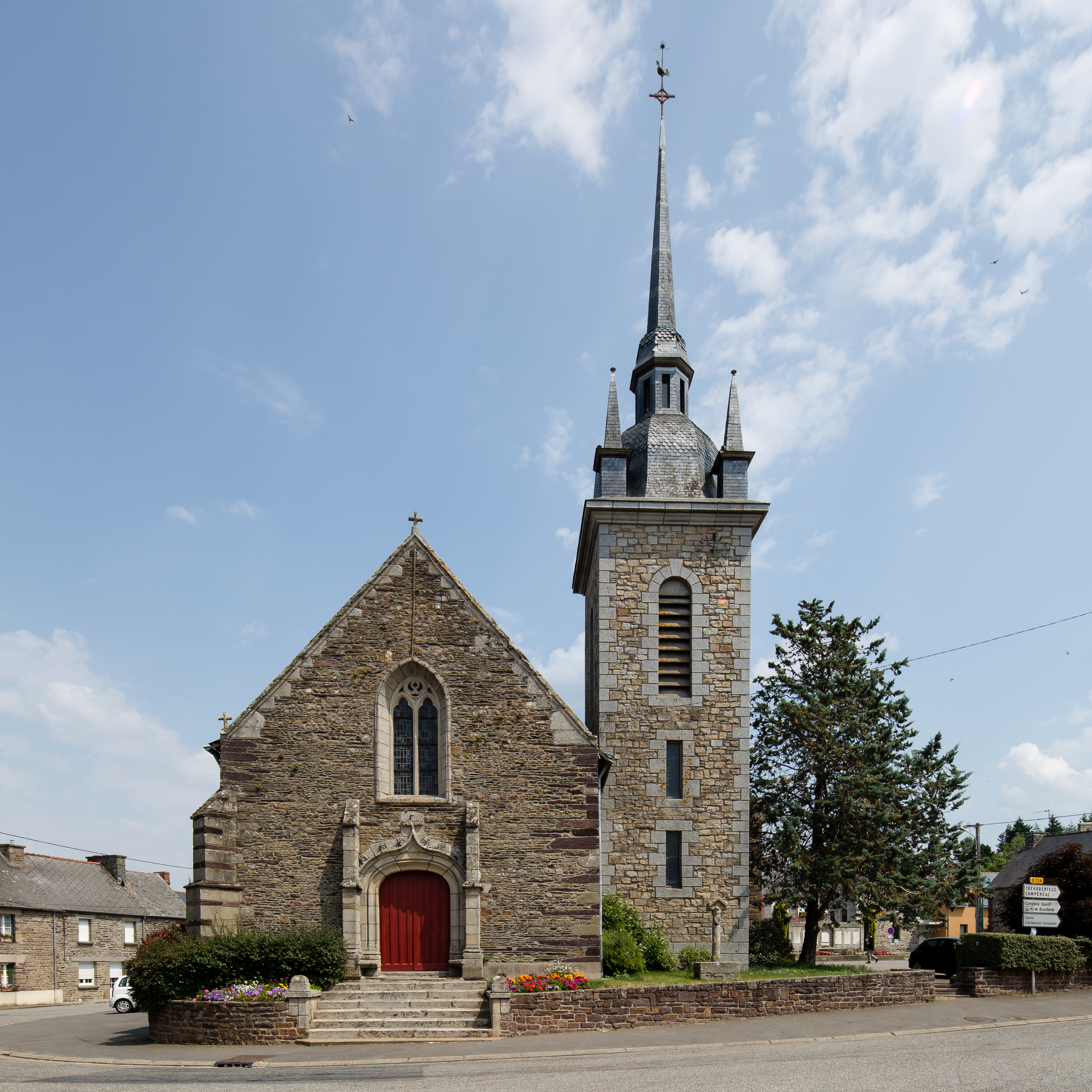
Facciata della chiesa di San Pietro.
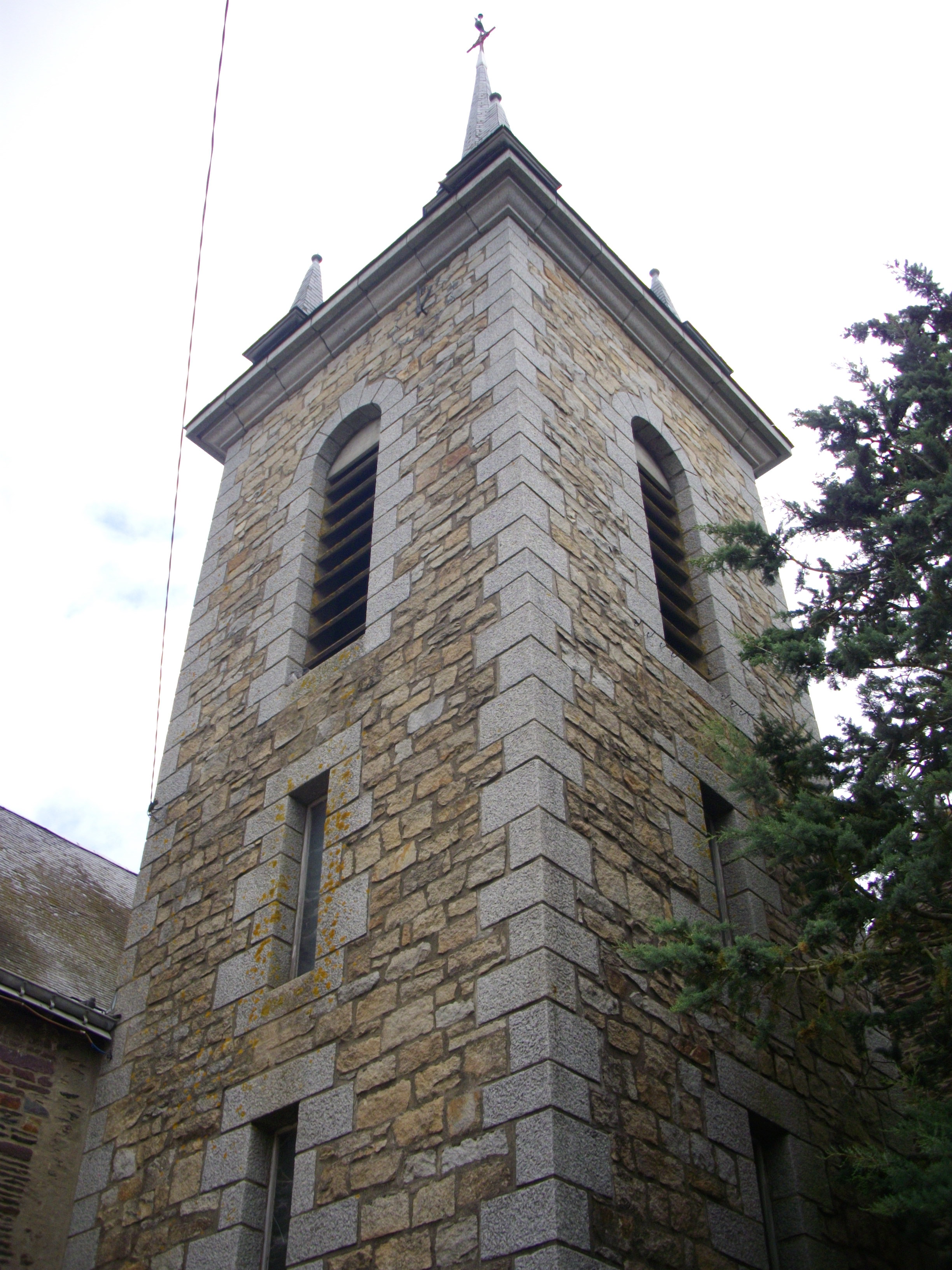
Il campanile

## Società

### Evoluzione demografica
Abitanti censiti